# Титоренко, Наталья Ивановна
Наталья Ивановна Титоренко (род. 16 января 1951, Бердичев) — российская шахматистка, международный мастер (1982) среди женщин. Инженер.

## Шахматная карьера
Чемпионка СССР среди девушек (1968). Чемпионка Москвы (1987). Участница 5 чемпионатов СССР (1971—1982); лучший результат в 1981 (зональный турнир) — 5-е место. Участница межзонального турнира Тбилиси (1982) — 7—8-е места.
Лучшие результаты в международных турнирах: Москва (1975 и 1985) — 2-е и 6—7-е; Галле (1983) — 2-е места.
В составе команды г. Москвы победитель 11-го Первенства СССР между командами союзных республик (1969), также получила бронзовую медаль в индивидуальном зачёте.
В составе команды «Динамо» участница 5-и клубных Кубков СССР (1968—1974, 1978, 1984). Выиграл 2 медали в индивидуальном зачёте — золотую (1971) и серебряную (1978).
В составе женской сборной России участница 2-х командных чемпионатов мира среди ветеранов в категории 50+ (2014 и 2017). В 2017 году выиграла бронзовую медаль в команде.

## Изменения рейтинга
| Графики недоступны из-за технических проблем. См. информацию на Фабрикаторе и на mediawiki.org. |